# Калеб Екубан
Калеб Екубан (англ. Caleb Ekuban, нар. 23 березня 1994, Віллафранка-ді-Верона) — італійський і ганський футболіст, нападник італійського клубу «Дженоа» і національної збірної Гани.

## Клубна кар'єра
Народився 23 березня 1994 року в італійському Віллафранка-ді-Верона в родині вихідців з Гани. Вихованець юнацьких команд футбольних клубів «Мантова» та «К'єво».
У дорослому футболі дебютував 2013 року виступами на умовах оренди за команду третього італійського дивізіону «Зюйдтіроль». Згодом до 2017 року грав на аналогічних умовах за «Лумеццане», «Ренате» та албанський «Партизані».
У липні 2017 року за 560 тисяч євро перейшов до команди англійського Чемпіоншипу «Лідс Юнайтед», де ругялрно виходив на поле протягом одного сезону.
У серпні 2018 року був орендований турецьким «Трабзонспором», який згодом реалізував своє право викупу контракту гравця за 1 мільйон євро. Загалом відіграв за команду з Трабзона три сезони своєї ігрової кар'єри. Більшість часу, проведеного у складі «Трабзонспора», був основним гравцем його атакувальної ланки, ставши 2020 року володарем Кубка і Суперкубка Туреччини. 
7 серпня 2021 року повернувся до Італії, уклавши трирічний контракт з «Дженоа», якому трансфер нападника обійшовся в 1,8 мільйона євро.

## Виступи за збірну
Народжений в Італії гравець 2019 року прийняв виклик до лав національної збірної Гани і дебютував у її складі, вийшовши 23 березня 2019 року на заміну у грі відбору на КАН-2019 проти збірної Кенії. Відзначив свій дебют забитим голом, який став єдиним у грі і приніс перемогу його команді. 
У складі збірної був учасником Кубка африканських націй 2019 року в Єгипті, де ганці вибули з боротьби на стадії 1/8 фіналу.
| Дата       | Місто        | Господарі    | Результат               | Гості      | Турнір                                     | Голи | Примітки |
| ---------- | ------------ | ------------ | ----------------------- | ---------- | ------------------------------------------ | ---- | -------- |
| 23-3-2019  | Аккра        | Гана         | 1 – 0                   | Кенія      | Відбір до Кубка африканських націй 2019    | 1    | 62'      |
| 26-3-2019  | Аккра        | Гана         | 3 – 1                   | Мавританія | Відбір до Кубка африканських націй 2019    | 1    | 46'      |
| 9-6-2019   | Аккра        | Гана         | 0 – 1                   | Намібія    | товариський матч                           | -    | 46'      |
| 15-6-2019  | Дубай        | Гана         | 0 – 0                   | ПАР        | товариський матч                           | -    | 64'      |
| 2-7-2019   | Суец         | Гвінея-Бісау | 0 – 2                   | Гана       | Кубок африканських націй 2019 - 1-й етап   | -    | 83'      |
| 8-7-2019   | Ісмаїлія     | Гана         | 1 – 1 д.ч. (4 – 5 п.п.) | Туніс      | Кубок африканських націй 2019 - 1/8 фіналу | -    | 75'      |
| 9-10-2020  | Анталія      | Малі         | 3 – 0                   | Гана       | товариський матч                           | -    | 72'      |
| 12-10-2020 | Аксу         | Гана         | 5 – 1                   | Катар      | товариський матч                           | 1    | 85'      |
| 12-11-2020 | Кейп-Кост    | Гана         | 2 – 0                   | Судан      | Відбір до Кубка африканських націй 2021    | -    | 63'      |
| 17-11-2020 | Хартум       | Судан        | 1 – 0                   | Гана       | Відбір до Кубка африканських націй 2021    | -    | 67'      |
| 25-3-2021  | Йоганнесбург | ПАР          | 1 – 1                   | Гана       | Відбір до Кубка африканських націй 2021    | -    |          |
| Усього     |              | Матчів       | 11                      |            | Голів                                      | 3    |          |

## Титули і досягнення
- Володар Кубка Туреччини (1):

«Трацбонспор»: 2019-2020
- Володар Суперкубка Туреччини (1):

«Трабзонспор»: 2020